# Ribeira do Amparo
Ribeira do Amparo är en kommun i Brasilien.   Den ligger i delstaten Bahia, i den östra delen av landet, 1 200 km nordost om huvudstaden Brasília. Antalet invånare är 14 267.
Omgivningarna runt Ribeira do Amparo är huvudsakligen savann. Runt Ribeira do Amparo är det glesbefolkat, med 18 invånare per kvadratkilometer.